# Moga (Tanzania)
Moga è una circoscrizione rurale (rural ward) della Tanzania situata nel distretto di Kaskazini A, regione di Zanzibar Nord. Conta una popolazione di 2 089 abitanti (censimento 2012).